# 田村優
田村 優（たむら ゆう、1989年〈平成元年〉1月9日 - ）は、ジャパンラグビーリーグワンの横浜キヤノンイーグルスに所属するラグビー選手。

## プロフィール
- 愛知県岡崎市[1] 出身。
- ポジションはスタンドオフ(SO)及びセンター(CTB)。
- 高校時代はフルバック(FB)でプレーしていた。
- 身長 181 cm、体重 92 kg
- 日本代表キャップは70。（2022年7月9日現在）
- ニックネームはゆう。
- 母方の祖父は、中央大学法学部卒、テュレーン大学ロースクール修了後、検事として福岡地検や琉球検察公安部長などを務め、退官後は弁護士としてワシントン州シアトルで勤務後、在日米軍の顧問弁護士なども務めた人物である。
- 父は国学院久我山[2]、帝京大学、トヨタ自動車の元ラグビー選手で元豊田自動織機監督の田村誠。弟の田村熙は、兄の優と同じく國學院栃木高校、明治大学出身で浦安D-Rocksに所属するラグビー選手である。[3]。
- 沖縄をこよなく愛す。好きな食べ物はヤギ汁。
- マネジメントは エイベックス・マネジメント株式会社。

## 来歴
岡崎市立梅園小学校から岡崎市立甲山中学校に進学。中学まではサッカーに専念していた。
岡崎市立梅園小学校サッカー部、岡崎市立甲山中学校サッカー部を経て、
國學院栃木高校に入学後、ラグビーに取り組む。國學院栃木高校に入学した理由は「高校でラグビーがしたい」と父に言うと、父が同期の吉岡肇監督がいる同校へ進学することとなった。
その後、明治大学を経て、2011年にNECグリーンロケッツに加入。同年開幕節の対神戸製鋼戦で後半リザーブからトップリーグ初出場。2節目以降は先発出場しチーム初のプレーオフトーナメント進出に貢献。2012年4月28日、アジア5カ国対抗の対カザフスタン戦で、日本代表としての初キャップを獲得した。2015年2月16日から3月5日の間、スーパーラグビーのハイランダーズに練習生として参加した。そして同年8月にはラグビーワールドカップ2015の日本代表に選ばれた。また同年12月にはスーパーラグビーの日本チームサンウルブズの2016年スコッドに入った。2017年からはキヤノンイーグルス所属のプロ選手として活躍中。
2019年8月、ラグビーワールドカップ2019の日本代表に選出された。決勝トーナメントの準々決勝の南アフリカ戦では唯一の得点者になる。
2020年、キヤノンイーグルスの主将に就任した。
2022年1月、公式戦通算100試合出場達成。

## 受賞歴
- 2020-21ベストキッカー

## テレビ出演
- しゃべくり007（2019年4月22日、日本テレビ）
- 踊る!さんま御殿!!（2019年6月18日、日本テレビ）

## CM出演
- 湖池屋（2020年2月 - ）テレビCM 湖池屋プライドポテト「芋まるごと」篇[14]
- 中部電力（2020年1月31日 - ）テレビCM「分社のお知らせ」篇、「変わらぬ使命」篇ほか[15]
- リクルート SUUMO（2020年1月20日 - ）ウェブCM「未来をつくる部屋探し 〜ラグビー選手 田村優〜」篇[16]